# Bonnut
Bonnut ist eine französische Gemeinde mit 801 Einwohnern (Stand 1. Januar 2022) im Département Pyrénées-Atlantiques in der Region Nouvelle-Aquitaine (vor 2016: Aquitanien). Die Gemeinde gehört zum Arrondissement Pau und zum Kanton Artix et Pays de Soubestre (bis 2015: Kanton Orthez).
Die Bewohner werden Bonnutiens oder Bonnutiennes genannt. Der Name in der gascognischen Sprache lautet Bonut.

## Geographie
Bonnut liegt ca. 55 km nordwestlich von Pau und ca. 10 km nördlich von Orthez im Béarn an der Grenze zum benachbarten Département Landes.
Umgeben wird der Ort von den Nachbargemeinden:
| Tilh (Landes)         | Arsague (Landes) Amou (Landes)              |                     |
| Saint-Girons-en-Béarn | Kompassrose, die auf Nachbargemeinden zeigt | Bonnegarde (Landes) |
| Saint-Boès            | Orthez                                      | Sallespisse         |

Bonnut liegt im Einzugsgebiet des Flusses Adour. Nebenflüsse des Luy de Béarn strömen durch das Gemeindegebiet:
- Ruisseau du Pas de Salles
- Ruisseau de Cabin
- Ruisseau de Hourquet
- Ruisseau de Bédéra
- Ruisseau de l'Ourseau.[3]

## Geschichte
Die erste Erwähnung von Bonnut erfolgte im 10. Jahrhundert unter dem Namen Bonut im Kopialbuch der Abtei Saint-Jean de Sorde. Weitere Toponyme waren in der Folge de Bonuto (1279, gascognische Register), Bonut (1385, Volkszählung), Bonut (1493, Kopialbuch von Orthez), Bonuyt (1494, Notare von Orthez), Bonuyt (1592, Kopialbuch von Orthez).
Im Mittelalter lag Bonnut auf dem  Jakobsweg nach Santiago de Compostela. Der Abt eines Laienklosters und der Grundherr von Tilh teilten sich die Grundherrschaft, was je eine Kapelle für die beiden entsprechenden Pfarrgemeinden Saint-Martin und Sainte-Marie  zur Folge hatte. Auf der Karte von Cassini 1750 ist die Gemeinde Bonnut bereits mit dem heutigen Namen eingezeichnet. Zu beachten ist die Angabe der beiden Pfarrgemeinden, und dass die Grenze zu Landes südlich der Gemeinde verläuft. Bonnut gehörte zeitweise zu Chalosse, einem Landstrich der Landes.

### Einwohnerentwicklung
Nach Höchstständen der Einwohnerzahl zu Beginn des 19. Jahrhunderts mit über 1200 Einwohnern setzte die Landflucht ein und reduzierte die Zahl insbesondere in der ersten Hälfte des 20. Jahrhunderts bis zur Jahrtausendwende auf fast die Hälfte. Seitdem geht die Zahl leicht wieder nach oben.
| Jahr      | 1962 | 1968 | 1975 | 1982 | 1990 | 1999 | 2006 | 2009 | 2022 |
| --------- | ---- | ---- | ---- | ---- | ---- | ---- | ---- | ---- | ---- |
| Einwohner | 707  | 707  | 715  | 704  | 682  | 668  | 668  | 670  | 801  |

## Sehenswürdigkeiten
- Kirche, gewidmet Martin von Tours, erbaut im 15. Jahrhundert als Ersatz der bereits im 12. Jahrhundert erwähnten Kirche, im 20. Jahrhundert restauriert. Das Auffallende an der Kirche sind die weißen Steine, die die Dachgraten des Kirchturms von der Turmspitze bis zu den darunterliegenden Dachgauben verzieren.[10]

- Kapelle Sainte-Marie. Sie ist eines der wenigen verbliebenen Zeugnisse romanischer Architektur im Béan, die hier an dem abgerundeten Chor zu erkennen ist. Das ursprüngliche Gebäude datiert aus dem 12. Jahrhundert und wurde in den folgenden Jahrhunderten immer wieder verändert. Im 18. oder 19. Jahrhundert wurde der Kirchturm sowie der große Vorbau über dem Eingang errichtet.[11]

- Rathaus. Im Jahre 2007 bezog die Gemeinde eine ehemalige Kapelle, deren einzig verbliebene sichtbare Zeichen der Dachreiter in Form eines Glockenstuhls ist.[12]

- Haus Populus. Das Besondere an dem Gebäude sind Anleihen der Bauweise der Chalosse, der Bonnut zeitweise gehörte, und ein Taubenschlag im hinteren Teil des Hofs.[13]

- Tarruc de Montargou. Spuren von Gräben der Erdhügelburg auf einer strategisch günstigen Stelle auf einer Anhöhe über dem Tal des Ruisseau de l’Ourseau sind im Ortsteil Gastou sichtbar.[14]

## Wirtschaft und Infrastruktur
Die Wirtschaft wird vor allem von der Landwirtschaft bestimmt.

### Bildung
Bonnut verfügt über eine öffentliche Vor- und Grundschule mit 76 Schülerinnen und Schülern im Schuljahr 2016/2017.

### Verkehr
Bonnut ist angeschlossen an die Routes départementales 46, 56 und 446. Die Route départementale 947 (ehemalige Route nationale 647) führt abschnittsweise über die westliche Gemeindegrenze.

## Persönlichkeiten
- Pierre Forsans, geboren am 1. September 1853 in Bonnut, gestorben am 16. November 1919 in Biarritz, Politiker.